# 帕尔杜河畔圣克鲁斯
帕尔杜河畔圣克鲁斯是巴西圣保罗州的一个市镇。总面积1116.377平方公里，总人口43483人，人口密度39人/平方公里。